# Methana
Methana (Grieks: Μέθανα) is een deelgemeente (dimotiki enotita) van de fusiegemeente (dimos) Troizinia, in de Griekse bestuurlijke regio (periferia) Attica.
Methana is een kuststad gelegen in het zuidoosten van het gelijknamige schiereiland aan de Golf van Egina, ten oosten van de Peloponnesos.
Er bestaat een goede veerbootverbinding met Athene: vanuit de goed beschermde haven vertrekken frequent schepen naar Piraeus en naar de naburige eilanden Egina en Poros. Methana is bekend als kuuroord. Er bevinden zich zwavelhoudende bronnen van vulkanische oorsprong, een duidelijke verwijzing naar de meer dan dertig nu uitgedoofde vulkaanmonden waaraan het schiereiland zijn ontstaan dankt.

## Geologie
Het gehele schiereiland Methana is opgebouwd door lavakegels en –stromen. Het is enkel via een smalle landtong met het vasteland verbonden, en vormt de noordwestelijke uitloper van een actief vulkaangebied dat de Egeïsche Zee doorkruist, en waartoe onder meer ook de vulkaaneilanden Milos, Santorini en Nysiros behoren.
De vulkanische activiteit is op Methana begonnen in het laat-Tertiair of het vroeg-Kwartair, en de jongste uitbarsting vond plaats in het jaar 258 v.Chr. in de buurt van het huidige plaatsje Kaïmeni Chora (d.i. "Brandende Plek") in het noordwesten van het schiereiland. Antieke schrijvers als Ovidius, Strabo en vooral Pausanias (in zijn "Geographica") maken melding van deze historische uitbarsting en van de daardoor ontstane geneeskrachtige bronnen. De uitgedoofde krater heeft een diameter van ± 100 m en is 25 m diep. De lavastroom is ± 1,25 km lang, bereikte de kust en verlegde de kustlijn met ± 500 m in noordwestelijke richting.

## Geruchten

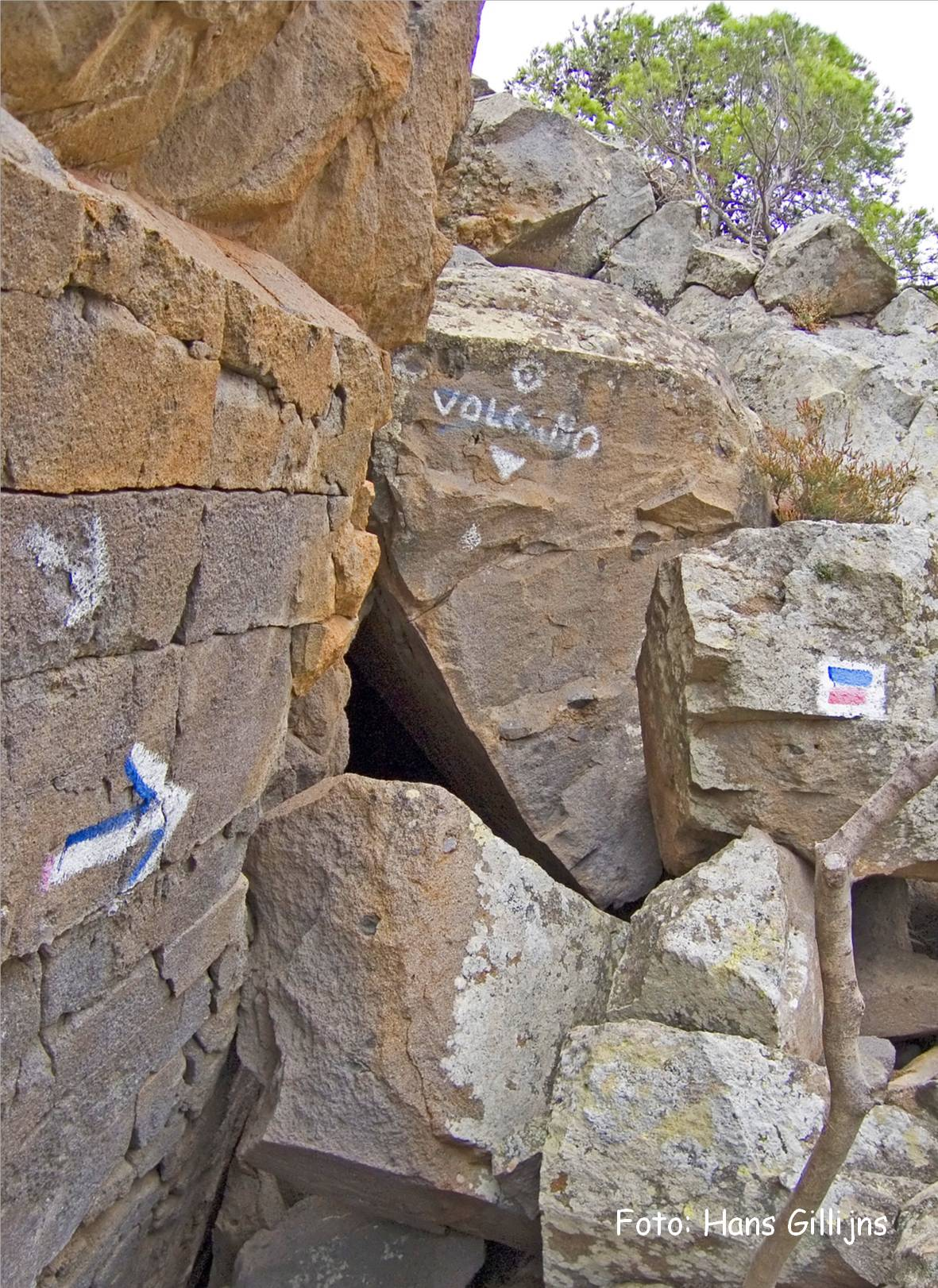
Het hart van de vulkaan

Volgens bepaalde geruchten zou de vulkaan in augustus 1922 nog actief geweest zijn, maar dit is tot nog toe niet bevestigd. Geologen vermoeden echter dat een nieuwe uitbarsting binnen afzienbare tijd tot de mogelijkheden behoort.

## Externe links

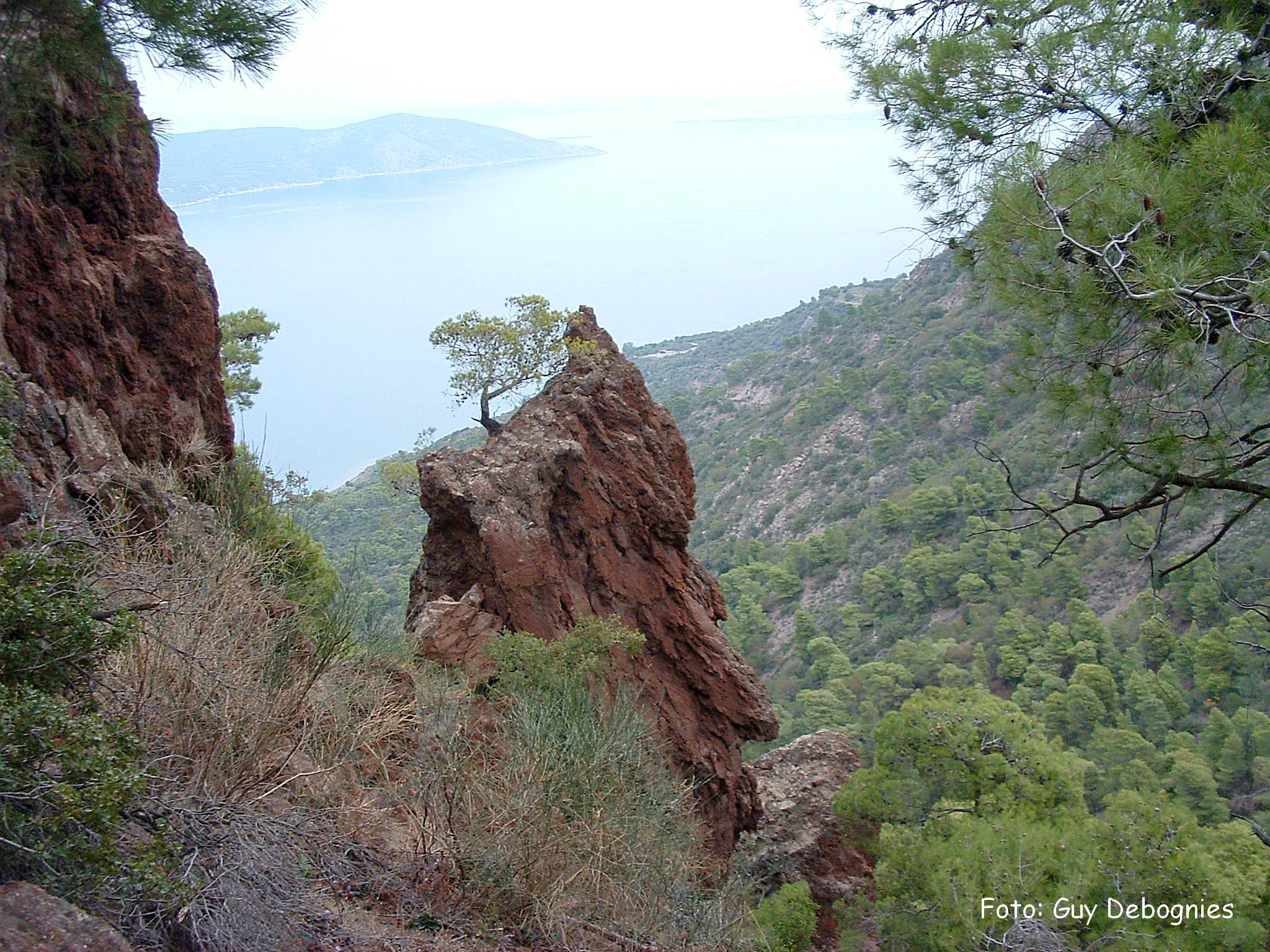
Lavablokken aan de rand van de krater